# Anniina Ahtosalo
Anniina Ahtosalo (* 27. August 2003 in Tuusula) ist eine finnische Radrennfahrerin, die vorrangig auf der Straße aktiv ist.

## Sportlicher Werdegang
Ahtosalo betrieb in ihrer Jugend mehrere Sportarten, darunter Skilanglauf und mehrere Radsportdisziplinen. 2018, mit 14 Jahren, nahm sie bei den Straßen-Meisterschaften an den Rennen der Junioren-Kategorie teil, die mit denen der jüngeren Altersklassen zusammengelegt worden waren; sie gewann gegen die ältere Konkurrenz im Straßenrennen wie im Einzelzeitfahren. Diese Erfolge wiederholte sie in den drei folgenden Jahren. International konnte sie 2020 einen dritten Platz beim Nachwuchsrennen Watersley Ladies Challenge verbuchen und gewann 2021 die Junioren-Ausgabe der Trofeo Alfredo Binda.
Aufgrund ihrer Erfolge erhielt sie nach ihrer Juniorenzeit einen Drei-Jahres-Vertrag beim norwegischen Team Uno-X. Sie fuhr damit ab 2022 erstmals WorldTour-Rennen, darunter den Giro Donne 2023. In beiden Jahren gewann sie die finnischen Meisterschaften in Straßenrennen und Einzelzeitfahren. Im Einzelzeitfahren der U23 wurde sie Dritte bei den Straßenradsport-Europameisterschaften 2023. Mit zahlreichen Podiums- und Top-10-Platzierungen im Verlauf der Saison war sie die Ende 2023 die bestplatzierte Fahrerin ihres Teams in der Weltrangliste; ihren Vertrag verlängerte sie vorzeitig bis Ende 2027.
2020 und 2022 gewann sie auch die Landesmeisterschaften im Cyclocross, fuhr darüber hinaus aber keine internationalen Rennen in dieser Disziplin. 2022 und 2023 wurde sie als finnische Radsportlerin des Jahres ausgezeichnet.
Im Mai 2024 gewann Ahtosalo die Trofee Maarten Wynants und siegte damit erstmals bei einem internationalen Profi-Rennen. Bei den nationalen Meisterschaften sicherte sie sich zum dritten Mal in Folge die Titel im Straßenrennen und im Einzelzeitfahren. Sie startete für ihr Land bei den Olympischen Sommerspielen 2024 in Paris und belegte im Einzelzeitfahren den 30. und im Straßenrennen den 37. Platz. Bei den Europameisterschaften 2024 wurde sie nach der Bronzemedaille im Vorjahr U23-Europameisterin im Einzelzeitfahren, womit sie die erste Goldmedaille für Finnland bei den Straßenradsport-Europameisterschaften überhaupt gewann.

## Erfolge
2018
 Finnische Meisterin – Straßenrennen, Einzelzeitfahren (Junioren)
2019
 Finnische Meisterin – Straßenrennen, Einzelzeitfahren (Junioren)
2020
 Finnische Meisterin – Straßenrennen, Einzelzeitfahren (Junioren)
 Finnische Meisterin – Cyclocross
2021
 Finnische Meisterin – Straßenrennen, Einzelzeitfahren (Junioren)
Piccolo Trofeo Alfredo Binda
2022
 Finnische Meisterin – Straßenrennen, Einzelzeitfahren
 Finnische Meisterin – Cyclocross
2023
 Finnische Meisterin – Straßenrennen, Einzelzeitfahren
 Europameisterschaften – Einzelzeitfahren (U23)
2024
 Finnische Meisterin – Straßenrennen, Einzelzeitfahren
Trofee Maarten Wynants
 Europameisterin – Einzelzeitfahren (U23)
2025
 Finnische Meisterin – Straßenrennen, Einzelzeitfahren